# Rock danois
Le rock danois, ou dansk rocks en danois, désigne le rock interprété par des artistes et groupes danois.

## Histoire

### Années 1950–1960
Le rock apparaît au Danemark lorsque le pays est touché vers 1950, comme toute l’Europe, par la vague rock en provenance des États-Unis. Les jazzmen, les groupes de rock de danse et les solistes comme Ib Jensen, Otto Brandenburg, Peter Plejl et Ib Glindemann apportent cette musique au public danois. Après une décennie, le groupe anglais The Shadows est l’influence majeure sur les pionniers The Cliffters et The Rocking Ghosts. Aux dépens du regard porté sur la musique rock, la sortie du premier album rock danois revient à Poul Verlis Kvintet en 1955, la même année que les succès de Joe Turner, et avant ceux d'Elvis Presley et de Bill Haley,.
Au début des années 1960 les groupes de RnB américain inspire des copies danoises comme The Hitmakers, Sir Henry and His Butlers, The Defenders et The Beefeaters, mais aussi le groupe Steppeulvene qui perce de manière spectaculaire avec en 1967 l'album Hip qui révolutionne le rock danois en le mélangeant au folk rock américain. Pour la postérité, Steppeulvene peut être considéré comme le symbole le plus clair de cette époque, appelé plus tard l'« âge d’or du rock danois ». Des groupes de jazz comme Blue Sun, Burning Red Ivanhoe et Maxwells se rapprochent alors du rock. À la fin de cette décennie, avec l’ascension de la contre-culture, le rock intègre des messages politiques dans les paroles. La contribution danoise à ce mouvement est composée de Gasolin', du Jomfru Ane Band, et de Røde Mor.

### Années 1970–1980
Dans les années 1970, le rock danois se concrétise avec des groupes comme Gasolin', Shu-Bi-Dua, Sebastian, Anne Linnet, Gnags, et plus tard, les Magtens Korridorer. Kim Larsen, ancien membre au sein de Gasolin', poursuit sa carrière solo avec beaucoup de succès, tandis que Sebastian compose plusieurs comédies musicales à succès pour le théâtre et le cinéma. Anne Linnet maintient également sa popularité au Danemark pendant des décennies.
Jusqu'au tournant du siècle, peu de groupes de rock danois atteint le succès en dehors du Danemark. L'exception étant DAD (anciennement Disneyland After Dark), qui se popularisera grâce au morceau Sleeping My Day Away au début des années 1990. Cependant, à l'initiative Music Export Denmark, plusieurs groupes de rock trouveront le succès à l'international. Il s'agit notamment de Mew, Iceage, Volbeat, Kashmir, The Raveonettes et Blue Van,.

### Années 1990–2000
Pendant les années 1980, des groupes de pop rock comme Sneakers, Anne Linnet, Sebastian et Lis Sørensen sont très populaires à côté de groupes influencés par le punk comme Miss B. Haven, TV-2, Sods/Sort Sol et Kliché. Au niveau du métal, on peut citer Mercyful Fate et D.A.D. pour le hard rock.
Les années 1990 voient les succès en parallèle de groupes de pop comme Michael Learns to Rock, Safri Duo et Aqua, de grunge comme Dizzy Mizz Lizzy, Kashmir et Psyched Up Janis, ou encore de rock alternatif avec Nephew, très populaire au Danemark. En 1994, le groupe Baal, se forme. En 1997 nait Mew, qui connait un grand succès au Danemark.
Dans les années 2000, un groupe intitulé The Raveonettes sonne le renouveau rock danois. Influencé par le rock anglais, ils connaissent un succès important avec quatre albums à leur actif.